# Narcissus cernuus
Narcissus cernuus es una especie de planta perenne perteneciente a  la familia de las Amarilidáceas. Es originaria de la región del Mediterráneo occidental.

## Descripción
Narcissus cernuus es una planta bulbosa con hojas lineares de 1,5-3 mm de anchura, de color verde intenso y aproximadamente tan largas como el escapo floral. Las flores se presentan solitarias o en grupos de 2-3, colgantes y de color crema pálido al final de largos escapos, con corona bien visible de 10-16 mm y segmentos del perianto.

## Distribuciíon y hábitat
Tiene una distribución mediterránea y se encuentra en los pastizales silicícolas de montaña.

## Taxonomía
Narcissus cernuus fue descrita por el botánico y pteridólogo inglés Richard Anthony Salisbury y publicado en Prodromus stirpium in horto ad Chapel Allerton vigentium 223, en el año 1796.
Etimología
Narcissus nombre genérico que hace referencia  del joven narcisista de la mitología griega Νάρκισσος (Narkissos) hijo del dios río Cephissus y de la ninfa Leiriope; que se distinguía por su belleza. 
El nombre deriva de la palabra griega: ναρκὰο, narkào (= narcótico) y se refiere al olor penetrante y embriagante de las flores de algunas especies (algunos sostienen que la palabra deriva de la palabra persa نرگس y que se pronuncia Nargis, que indica que esta planta es embriagadora). 
cernuus: epíteto latino que significa "con cabeza inclinada".
Citología
Número de cromosomas de  Narcissus triandrus subsp. pallidulus (Fam. Amaryllidaceae) y táxones infraespecíficos: 2n=14.
Sinonimia
- Ganymedes cernuus (Salisb.) Salisb.
- Ganymedes concolor Haw.
- Illus cernuus (Salisb.) Haw.
- Narcissus concolor (Haw.) Link
- Narcissus homochroos Schult. & Schult.f.
- Narcissus pallidulus Graells
- Narcissus triandrus subsp. cernuus (Salisb.) A.Fern.
- Narcissus triandrus var. cernuus (Salisb.) Baker
- Narcissus triandrus var. concolor (Haw.) Baker
- Narcissus triandrus subsp. pallidulus (Graells) Rivas Goday
- Queltia cernua (Salisb.) M.Roem.[5]

## Nombre común
- Castellano: campanillas, campanitas, campanitas de las zorras, campanitas del diablo, candeleros, candeleros del diablo, candilejos, farolillos, farolitos, junquitos, narciso pálido, zapatitos.[6]